# 吉村紗也香
吉村 紗也香（よしむら さやか、1992年1月30日 - ）は、日本のカーリング選手。フォルティウスでスキップを務める。社会医療法人柏葉会に所属。ポジションはスキップ。身長162cm。

## 経歴
1992年1月30日、北海道常呂郡常呂町出身。常呂町立常呂小学校（現：北見市立常呂小学校）4年生よりカーリングを始め、友人同士で『WINS』を結成。WINSは北見市立常呂中学校、北海道常呂高等学校と進学先でも常に一緒でチームを組んだ。
常呂高等学校進学後、バレーボール部に所属しつつ、カーリングチーム『常呂高等学校WINS』として活動した。2009年の第4回全国高等学校カーリング選手権大会では優勝を果たし、同年11月には常呂高等学校の同級生でもあった小野寺佳歩をチームに加えてバンクーバーオリンピック日本代表決定戦に挑むも、チャレンジマッチでチーム長野に1勝2敗と苦杯を喫してバンクーバー行きを逸した。また日本カーリング選手権では2009年、2010年と2年連続決勝でバンクーバーオリンピック日本代表でもあったチーム青森と対戦して二度とも敗れ、準優勝。
2010年、『常呂高等学校WINS』のメンバーと共に札幌国際大学に進学。札幌国際大学時代には日本ジュニアカーリング選手権3連覇（2010年～2012年）、ジュニア日本代表スキップとしてパシフィック・アジアジュニアカーリング選手権3連覇（2011年～2013年）、2013年世界ジュニアカーリング選手権3位などの好成績を挙げた。
また、冬季ユニバーシアードには大学日本代表チームのスキップとして2011年（トルコ・エルズルム）、2013年（イタリア・トレンティーノ）と2回出場。2011年大会では4位入賞を果たした。2013年11月にはソチオリンピック世界最終予選出場チーム決定戦に出場したが、予選ラウンドロビンで4位に敗れ、決勝戦に出場することは出来なかった。
2014年、大学卒業と共に北海道銀行に入行。広報部に配属されて業務を行いながら、北海道銀行カーリングチーム『北海道銀行フォルティウス』に加入し、新たなスタートを切った。
2018–2019年シーズン、北海道銀行フォルティウスのスキップとしてオークビル・フォール・クラシックに出場し優勝、カーリングのグランドスラムであるナショナルおよびプレーヤーズ選手権に出場を果たした。
2019年10月、グランドスラムのマスターズに出場、アジアの女子カーリング史上初の決勝に進出、準優勝した。
2020年5月に、札幌在住の一般男性と入籍した。
2021年第38回日本カーリング選手権優勝、MVP賞受賞。
2022年5月、フォルティウスのオフィシャルスポンサーとなった社会医療法人柏葉会と雇用契約を締結。
2024年の第41回日本カーリング選手権はフォルティウスは出場したが、産休で出場していない。

## チーム

### 4人制女子
| シーズン | スキップ   | サード     | セカンド   | リード                | リザーブ                | 主な大会                      |
| -------- | ---------- | ---------- | ---------- | --------------------- | ----------------------- | ----------------------------- |
| 2008–09  | 吉村紗也香 | 井田莉菜   | 氏原梨沙   | 石垣真央              |                         | JCC 2009                      |
| 2009–10  | 吉村紗也香 | 井田莉菜   | 氏原梨沙   | 石垣真央              |                         | JCC 2010                      |
| 2010–11  | 吉村紗也香 | 井田莉菜   | 氏原梨沙   | 石垣真央              | 八丸みどり / 近江谷七海 | WUG 2011,PAJCC 2011,WJCC 2011 |
| 2011–12  | 吉村紗也香 | 井田莉菜   | 氏原梨沙   | 石垣真央              | 石山奈津子              | PAJCC 2012,WJCC 2012          |
| 2012–13  | 吉村紗也香 | 井田莉菜   | 氏原梨沙   | 石垣真央              | 石山奈津子              | PAJCC 2013,WJCC 2013          |
| 2013–14  | 吉村紗也香 | 井田莉菜   | 氏原梨沙   | 石垣真央              | 石山奈津子              | WUG 2013                      |
| 2014–15  | 小笠原歩   | 吉村紗也香 | 小野寺佳歩 | 船山弓枝 / 近江谷杏菜 | 近江谷杏菜 / 井田莉菜   | PACC 2014, WWCC 2015          |
| 2015–16  | 小笠原歩   | 吉村紗也香 | 小野寺佳歩 | 近江谷杏菜            |                         | [ 31 ]                        |
| 2016–17  | 小笠原歩   | 船山弓枝   | 吉村紗也香 | 小野寺佳歩            | 近江谷杏菜              | [ 32 ]                        |
| 2017–18  | 小笠原歩   | 小野寺佳歩 | 船山弓枝   | 近江谷杏菜            | 吉村紗也香              | [ 33 ]                        |
| 2018–19  | 吉村紗也香 | 小野寺佳歩 | 近江谷杏菜 | 船山弓枝              |                         | [ 34 ]                        |
| 2019–20  | 吉村紗也香 | 小野寺佳歩 | 近江谷杏菜 | 船山弓枝              |                         |                               |
| 2020–21  | 吉村紗也香 | 小野寺佳歩 | 近江谷杏菜 | 船山弓枝              | 伊藤彩未                | JCC 2021                      |
| 2021–22  | 吉村紗也香 | 小野寺佳歩 | 近江谷杏菜 | 船山弓枝              | 小林未奈                | JCC 2022                      |
| 2022–23  | 吉村紗也香 | 小野寺佳歩 | 近江谷杏菜 | 小林未奈              | 船山弓枝                | HBCC 2022                     |
| 2024–25  | 吉村紗也香 | 小野寺佳歩 | 小谷優奈   | 近江谷杏菜            | 小林未奈                | JCC 2025                      |

## 戦績
| 大会                             | 10–11 | 11–12 | 12–13 | 13–14 | 14–15 | 15–16 | 16–17 | 17–18 | 18–19 | 19–20 | 20-21 | 21-22 |
| 4人制                            | 4人制 | 4人制 | 4人制 | 4人制 | 4人制 | 4人制 | 4人制 | 4人制 | 4人制 | 4人制 | 4人制 | 4人制 |
| -------------------------------- | ----- | ----- | ----- | ----- | ----- | ----- | ----- | ----- | ----- | ----- | ----- | ----- |
| 世界ジュニア選手権               | 8     | 5     | 3     |       |       |       |       |       |       |       |       |       |
| パシフィックアジアジュニア選手権 | 1     | 1     | 1     |       |       |       |       |       |       |       |       |       |
| 日本選手権                       |       |       | 3     | 4     |       |       |       |       | 3     | 3     | 1     | 4     |
| 北海道選手権                     |       |       | 1     | 1     |       |       |       |       | 1     |       | 1     |       |
| 冬季ユニバーシアード             | 4     |       | 7     |       |       |       |       |       |       |       |       |       |
| ミックスダブルス                 |       |       |       |       |       |       |       |       |       |       |       |       |
| 日本選手権                       |       |       |       |       |       |       |       |       | 3     |       |       |       |

### 世界選手権
- 2015年世界女子カーリング選手権大会 - 6位
- 2021年世界女子カーリング選手権大会 - 11位[35]
- 2025年世界女子カーリング選手権大会 - 9位

### 日本選手権
- 第30回日本カーリング選手権大会（2013年）： 銅メダル（札幌国際大学）
- 第31回日本カーリング選手権大会（2014年）：4位（札幌国際大学）
- 第36回日本カーリング選手権大会（2019年）： 銅メダル（北海道銀行フォルティウス）
- 第37回日本カーリング選手権大会（2020年）： 銅メダル（北海道銀行フォルティウス）
- 第38回日本カーリング選手権大会（2021年）： 金メダル（北海道銀行フォルティウス）
- 第39回日本カーリング選手権大会（2022年）：4位（フォルティウス）
- 第42回日本カーリング選手権大会（2025年）： 金メダル（フォルティウス）

### ミックスダブルス
- 第12回日本ミックスダブルスカーリング選手権大会（2019年）： 銅メダル（札幌国際大学）

### ワールドカーリングツアー

#### グランドスラム
ワールドカーリングツアーにおける最高峰の大会シリーズであるグランドスラムの成績。
| 略語の説明 | 略語の説明         |
| ---------- | ------------------ |
| C          | 優勝               |
| F          | 準優勝             |
| SF         | ベスト4            |
| QF         | ベスト6・ベスト8   |
| R16        | ベスト16           |
| Q          | 予選敗退           |
| T2         | ティア2（2部）出場 |
| DNP        | 大会不参加         |
| N/A        | 開催せず           |

| 大会 / シーズン      | 18–19 | 19–20 | 20–21 |
| -------------------- | ----- | ----- | ----- |
| マスターズ           | DNP   | F     | N/A   |
| ツアーチャレンジ     | T2    | Q     | N/A   |
| ナショナル           | Q     | Q     | N/A   |
| オープン             | DNP   | Q     | N/A   |
| プレーヤーズ         | Q     | N/A   | DNP   |
| チャンピオンズカップ | DNP   | N/A   | DNP   |

#### 旧グランドスラム
| 大会 / シーズン | 18–19 |
| --------------- | ----- |
| エリート10      | DNP   |

### その他

#### 世界ジュニア選手権
- 2011年世界ジュニアカーリング選手権（英語版）（2011年）：8位（札幌国際大学）
- 2012年世界ジュニアカーリング選手権（英語版）（2012年）：5位（札幌国際大学）
- 2013年世界ジュニアカーリング選手権（英語版）（2013年）： 銅メダル（札幌国際大学）

#### パシフィックアジアジュニア選手権
- 2006年パシフィックジュニアカーリング選手権（2006年）： 銀メダル
- 2011年パシフィックアジアジュニアカーリング選手権（2011年）： 金メダル（札幌国際大学）
- 2012年パシフィックアジアジュニアカーリング選手権（英語版）（2012年）： 金メダル（札幌国際大学）
- 2013年パシフィックアジアジュニアカーリング選手権（英語版）（2013年）： 金メダル（札幌国際大学）

#### 冬季ユニバーシアード
- 2011年冬季ユニバーシアード（英語版）（2011年）：4位（札幌国際大学）
- 2013年冬季ユニバーシアード（英語版）（2013年）：7位（札幌国際大学）

#### 北海道選手権
- 第32回北海道カーリング選手権大会（2013年）： 金メダル（札幌国際大学）
- 第33回北海道カーリング選手権大会（2014年）： 金メダル（札幌国際大学）
- 第38回北海道カーリング選手権大会（2019年）： 金メダル（北海道銀行フォルティウス）
- 第40回北海道カーリング選手権大会（2021年）： 金メダル（北海道銀行フォルティウス）